# Parasyrphus makarkini
Parasyrphus makarkini är en tvåvingeart som beskrevs av Mutin 1991. Parasyrphus makarkini ingår i släktet buskblomflugor, och familjen blomflugor. Inga underarter finns listade i Catalogue of Life.